# Ettore Rossi (medico)
Ettore Rossi (Locarno, 31 agosto 1915 – Berna, 5 dicembre 1998) è stato un medico svizzero-italiano.

## Biografia
Originario di Arzo, fratello dello scultore Remo, figlio di Ettore Giuseppe Giovanni e di Luigina Jacometti. Frequentò l'Università di Milano, conseguendovi il dottorato nel 1940.
Lavorò negli ospedali di Zurigo e di Berna, città in cui insegnò all'università. Nel 1978 creò un importante centro di pediatria. È autore di circa 400 pubblicazioni scientifiche in svariati campi della medicina, soprattutto sulla cardiologia infantile, la mucoviscidosi e le disfunzioni del metabolismo.

## Opere
Tra le sue opere si segnala:
- Ettore Rossi, Pediatria, 1990 (ted. 1986, 19973; trad. in spagnolo, bulgaro e giapponese).